# Pulszky Polixénia
Hampel Józsefné, született cselfalvi és lubóczi Pulszky Polixénia (avagy Polyxena, Polixéna, Polyxénia stb., London, 1857. június 21. – Budapest, 1921. április 23.) írónő, a Pulszky család tagja.

## Élete
Fiatalon megismerkedett már a művészettörténettel és a régészettel. 26 évesen ment nőül Hampel József archeológushoz. Beutazta Görögországot először még édesapjával, Pulszky Ferenccel, majd férjével is. Nagyobb utazásokon vett részt Törökországban, Egyiptomban, Algériában, Németországban, Franciaországban, Angliában és Olaszországban is. Írói tevékenységében nagy hangsúlyt fektetett a női nevelésre, munkaképesítésre és a tanítónők ügyére. Nagy szerepe volt a Mária Dorottya Egyesület és a Mária Dorottya Leánygimnázium létrehozásában. Színműveket is írt, műfordítóként is tevékenykedett. A Hellász földjén című darabot az Uránia színház 1907-ben elő is adta.
Szokatlan keresztnevét (Polixénia) mind életében, mind halála után változatos formában betűzték.

## Főbb művei
- Mátyás király trónszőnyege (1887, Bp)
- Elbeszélések a görög világból (1893)
- Hellász földjén (Láng Nándorral együtt)

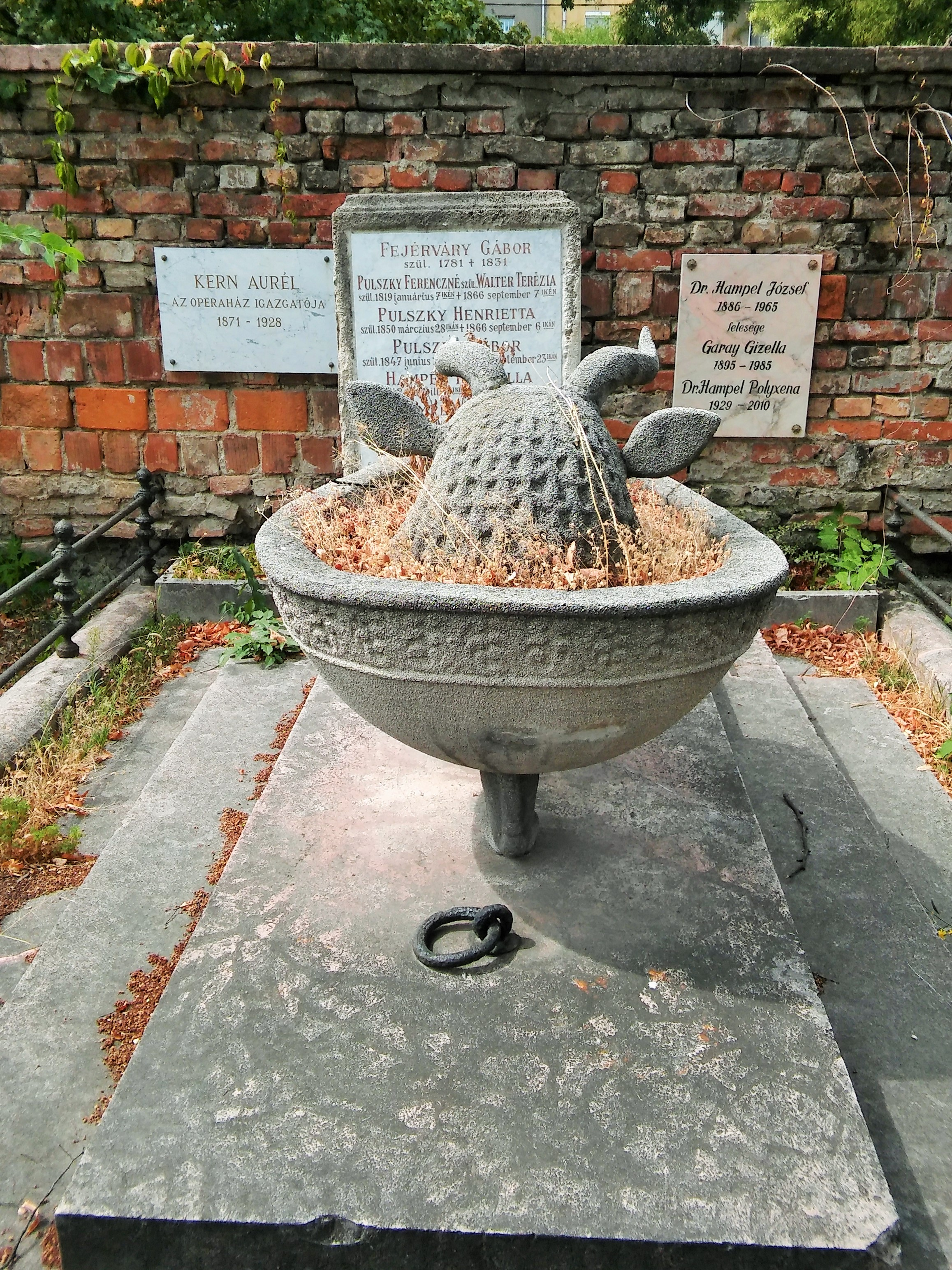
Sírja a Fiumei úti sírkertben